# Иорданско-сирийские отношения
Иорданско-сирийские отношения — двусторонние дипломатические отношения между Иорданией и Сирией. Протяжённость государственной границы между странами составляет 379 км.

## История
В сентябре 1970 года сирийские вооружённые силы вторглись в Иорданию, чтобы помочь палестинским боевикам которые сражались с иорданской армией. Иорданцы отбили атаку сирийцев, но отношения после этого стали напряжёнными и были разорваны в июле 1971 года. В октябре 1973 года отношения между странами несколько улучшились после войны с Израилем, но к концу 1970-х годов они снова начали ухудшаться. Сирийские власти опасались, что тесные отношения короля Иордании Хусейна ибн Талала с Вашингтоном приведут к тому, что Иордания вслед за Египтом заключит мирный договор с Израилем.
С 1979 по 1980 год в Алеппо и других сирийских городах проходили религиозные волнения, Дамаск обвинил Иорданию в организации беспорядков. Сказалось также и то, что Сирия враждовала с соседним Ираком. Иордания поддерживала Ирак в войне с Ираном, а Сирия поддерживала Тегеран, что негативно сказывалось на иорданско-сирийских отношениях. К концу 1980 года отношения между Иорданией и Сирией ухудшились настолько, что вдоль их общей границы начались вооружённые столкновения между армиями.
В 1981 году Иордания разорвала дипломатические отношения с Сирией, обвинив Дамаск в заговоре с целью убийства премьер-министра Мудара Бадрана и похищении посла в Ливане. В течение следующих пяти лет страны не поддерживали связь. Амман также обвинял Сирию в содействии радикальным палестинским группировкам, которые совершили несколько политических убийств иорданских дипломатов в Европе и на Ближнем Востоке. В 1983-84 годах усилия по восстановлению контактов между странами не увенчались успехом, так как Сирия была против возобновления Иорданией отношений с Египтом. В 1986 году при посредничестве Саудовской Аравии иорданско-сирийские отношения были восстановлены. В мае 1986 года премьер-министр Иордании стал первым высокопоставленным чиновником из Аммана, посетившим Сирию с 1977 года.
В 2011 году в Сирии началась гражданская война. Президент страны Башар Асад обвинял Иорданию в подготовке боевиков на территории своего государства и последующей их отправке в Сирию. По словам президента Сирии, в 2013 году сотни подготовленных боевиков проникли из Иордании в соседнее государство для участия в боевых действиях на стороне оппозиции.